# Miguel Muñiz
Miguel Muñiz de las Cuevas (Orense, 22 de abril de 1939-Madrid, 10 de enero de 2022) fue un economista español, profesor universitario y alto cargo en la administración del Estado que ocupó diversos puestos de responsabilidad en la gestión de instituciones públicas.

## Biografía
Se licenció en Ciencias Económicas por la Complutense madrileña. Fue profesor en la Universidad Autónoma de Madrid y se incorporó a la Administración General del Estado a mediados de la década de 1960. En 1975 ingresó en el Partido Socialista Obrero Español y en la Unión General de Trabajadores, entonces en la clandestinidad y ha llegado a formar parte de la dirección del Partido Socialista de Madrid. Fue uno de los fundadores de la revista Cambio 16
Trabajó en el Instituto Nacional de Estadística (INE), fue director del servicio de estudios económicos en la Compañía Telefónica Nacional de España, secretario general de Planificación del Ministerio de Economía y Hacienda en el primer gobierno de Felipe González (1982-1986) con Miguel Boyer como ministro. Después sustituyó al que luego sería ministro, Julián García Vargas, en la presidencia del Instituto de Crédito Oficial (1986-1996). En 2004, con la dimisión de la gerente del Teatro Real de Madrid, Inés Argüelles, la ministra de Cultura, Carmen Calvo, lo propuso como gerente del Real al Patronato de la Fundación Teatro Lírico, que lo nombró. En su etapa en el Real de Madrid contó con Emilio Sagi como director artístico y Jesús López Cobos como responsable musical. Tras la victoria del Partido Popular en las elecciones generales de 2011 y la formación del nuevo gobierno, puso su cargo a disposición del patronato y fue relevado en abril de 2012 por Ignacio García-Belenguer Laita, que hasta entonces había ocupado los cargos de director de coordinación del Patrimonio Nacional y secretario general de la Agencia Española de Protección de Datos.
Fue miembro de la dirección de Caja Madrid desde 1997 a 2003, momento en el que renunció por desavenencias con la dirección mayoritaria de la entidad, vinculada al Partido Popular. Abandonó el PSOE en 2014 a raíz del caso de las denominadas 'tarjetas black' de Caja Madrid, su caso fue sobreseído.